# Verbi latini
In latino il verbo è quella parte variabile del discorso che indica l'azione senza la quale non è possibile formare una frase. In latino, si distinguono quattro coniugazioni, tre diatesi, tre modi, cinque forme verbali nominali e sei tempi.
Essendo il latino una lingua tendenzialmente SOV, il verbo si trova di solito alla fine di ogni proposizione. Il verbo, a seconda di forma, modo e tempo cambia la sua parte finale: questa modifica è chiamata coniugazione.

## Il paradigma
In latino, ogni verbo ha un proprio paradigma.
Questo è solitamente composto da cinque voci che indicano:
1. La prima persona singolare del presente indicativo attivo;
2. La seconda persona singolare del presente indicativo attivo;
3. La prima persona singolare del perfetto indicativo attivo;
4. Il supino attivo del verbo;
5. L'infinito presente attivo.

Nei lemmi dei verbi che si trovano su un dizionario latino, i verbi sono ordinati secondo la prima persona singolare del presente indicativo attivo e subito segue l'intero paradigma.
Dalla prima e dalla seconda voce si risale al tema del presente, utile per formare i tempi dell'infectum, dalla seconda e dalla quinta voce si risale alla coniugazione (la presenza della seconda persona personale è fondamentale per i verbi in io di terza coniugazione), dalla terza si ricava il tema del perfetto, che serve a formare alcuni tempi del perfectum e dalla quarta il tema del supino, indispensabile per i tempi composti passivi e per alcuni nomi o aggettivi verbali.
Per esempio:
| laudō    | prima persona singolare presente indicativo attivo   |                                                   |
| laudās   | seconda persona singolare presente indicativo attivo | laudā- tema del presente con vocale tematica ā    |
| laudāvī  | prima persona singolare perfetto indicativo attivo   | laudāv- tema del perfetto                         |
| laudātum | supino attivo                                        | laudāt- tema del supino                           |
| laudāre  | infinito presente attivo                             | -āre: il verbo appartiene alla prima coniugazione |

Si noti che, nonostante siano possibili dei "raggruppamenti" come i seguenti per la formazione del tema del perfetto e del tema del supino, non è possibile sapere a priori quale sia la forma corretta. Inoltre, non possiamo dimenticarci due verbi suppletivi:
- sum, fuī, ---, esse
- ferō, tulī (*tutulī sincopato in -(t)tulī nei composti), lātum, ferre

...e degli irregolari con vocale rotica:
- cernō, crēvī, crētum, cernere
- sternō, strāvī, strātum, sternere
- spernō, sprēvī, sprētum, spernere

Per il tema del perfetto, solitamente ci sono tre metodi:
- Perfetto ad u: innovazione del proto-Italico tramite un suffisso *-β, i cui esiti sono -āv nella prima (laudō, laudāvī; eccezione: micō, micuī e gli altri verbi nella prima con supino senza ā, ma non pōtō, pōtāvī), -u nella seconda (moneō, monuī), -īv nella quarta (audiō, audīvī), allungamento della vocale nella radice nella terza (edō, ēdī; peculiare il caso di agō, ēgī ed alcuni altri in cui la a si allunga in ē)
- Perfetto ad s: discendente dell'aoristo del proto-Indo-Europeo, prevede l'aggiunta di una -s, con alcune assimilazioni: c e g si fondono dando x, tranne se preceduti da altra consonante nel caso in cui quindi cadono.
- Perfetto duplicato: si raddoppia la consonante iniziale (se s impura, tutto il gruppo consonantico viene raddoppiato) con una vocale epentetica, solitamente e (stō, stetī), tranne se la prima sillaba della radice ha vocale o oppure u, caso in cui viene ripetuta anche la vocale. Questa vocale epentetica, poi, viene ridotta ad i nei composti di stō, viene sincopata se il perfetto ha più di tre sillabe (respondeō, *respopondī > respondī). Nei verbi con a breve o ae quale vocale del tema, questa nel perfetto raddoppiato si riduce rispettivamente ad i ed ī (cadō, *cecadī > cecidī oppure caedo, *cecaedi, cecīdī), tranne se seguita da liquida, caso in cui diventa e/ē (fallō, *fefallī > fefellī). Possono essere difficile da riconoscere i composti di dō, dare come ad esempio perdō, ma si comportano regolarmente con riduplicazione in -didī (o sincopata in -dī).

Non è facile prevedere quale sia il perfetto di un verbo latino conoscendone solo il presente, ma si può comunque indovinare con buona probabilità:
- La prima coniugazione utilizza il perfetto ad u, tranne i verbi dō e stō.
- La seconda coniugazione utilizza il perfetto ad u, anche se nei seguenti verbi la ē viene mantenuta lo stesso: dēleō (che fa dēlēvi e non dēlui), fleō, neō, vieō, -plēo; irregolari sedeō con sēdī, strideō con strīdī, videō con vīdī; mordeō, pendeō, prandeō (composto di edō nei temi del perfetto e del futuro) usano raddoppiamento; altri verbi, però, usano il perfetto ad s: algeō, ārdeō, audeō, augeō, fulgeō, haereō, indulgeō, iubeō, lūceō, lūgeō, maneō, mulceō, mulgeō, rideō, suādeō, tergeō, torqueō, turgeō, urgeō.
- La terza coniugazione è imprevedibile, perché annovera tutt'e tre i tipi di perfetto senza prediligerne alcuno; ci sono alcuni verbi che nel formare il perfetto con u ricalcano la quarta coniugazione dando -īv: arcessō, capessō, cupiō, incessō, lacessō, petō, quaerō, rudō, sapiō, terō.
- La quarta coniugazione usa primariamente il perfetto ad u, anche se alcuni verbi perdono la ī nei temi del perfetto (aperiō, operiō, saliō) ed eccezionalmente usano il perfetto ad s i verbi amiciō, farciō, fulciō, hauriō, saepiō, sanciō, sarciō, sentiō, vinciō; usa raddoppiamento sincopato il componente *-periō; veniō forma il perfetto ad u come fosse della terza, quindi dando vēnī.

Per il tema del supino, solitamente si rimuovono gli infissi del tema del presente e si aggiunge -tum senza vocale epentetica. Avremo quindi amā-tum, moni-tum, lec-tum, audī-tum, ma ci sono altre regole da aggiungere:
- La ē della seconda coniugazione scompare, diventa una -i epentetica se necessario (non *mon-tum ma moni-tum, però da auge-ō avremo auc-tum);
- i suoni b e g si assimilano in p e c (*leg-tum diviene lec-tum);
- i suoni qu e gu si delabializzano in c (*reliqu-tum diventa relic-tum);
- la v finale si mischia alla vocale precedente, dando au, ō, ū (cav- di caveō dà cau-tum), con l'eccezione di lavō che dà lōtum e non lautum (lautus esiste, ma è participio passato perfetto e non supino). Raramente, la v etimologicamente diventa una c, come in vivō–victus;
- le dentali d e t assimilano col suffisso, creando -ssum. (sed-ē- diventa quindi ses-sum). Questo incontro, anche se non sempre, perde una s e allunga la vocale che lo precede (da cad-ō avremo *cas-sum, cioè cā-sum). Eccezioni: gaudeo fa gāvīsum; maneō, mansus
- per lo stesso motivo, da rg avremo -rsus;
- i suoni ll e rr si semplificano, ma assimilano il suffisso in -sum (da curr-ō avremo *curr-tum, cioè cur-sum);
- con la m viene inserita una p per facilitare la pronuncia (da *sum-tum avremo sump-tum).

Tuttavia, queste regole hanno sicuramente delle eccezioni, in particolare:
- Certi verbi della prima coniugazione perdono la ā nella crezione del supino. I seguenti usano una i epentetica: crepō, cubō, domō, plicō, sonō, tonō, vetō; i seguenti, invece, aggiungono direttamente il suffisso (con le relative regole di assimilazione): domō, fricō, iuvō, secō; per finire, irregolare è pōtō con supino pōtum
- Della seconda coniugazione, i seguenti verbi conservano la ē nel supino: dēleō, fleō, vieō, -pleō
- Certi verbi della quarta coniugazione perdono la ī nella creazione del supino: veniō, amiciō, farciō, fulciō, hauriō, i composti del quasi-verbo -periō, saliō, sanciō, sarciō, sentiō, sepeliō (che fa sepultum), vinciō.

Non tutti i verbi posseggono il supino. Caso particolare d'esempio è il participio futuro del verbo essere (futūrus), che punterebbe ad un supino in *fū̆tum, cioè all'originale supino del verbo fīō, fierī, cambiamenti vocalici permettendo.

## Le quattro coniugazioni
Le coniugazioni si distinguono, esclusivamente nei tempi derivati dal tema del presente, in base alla vocale tematica e sono:
1. tema in ā, ad esempio laud-āre. Caso eccezionale è il verbo dō, dare, dove la -a tematica è corta, tranne in dās (tu dài) e dā! (da'!), così come i suoi composti. Un particolare composto di questo verbo è il difettivo avente solo l'imperativo cedo!, cette! (*ced-te!), senza vocale alcuna.
2. tema in ē, ad esempio mon-ēre;
3. tema senza vocale tematica, con l'aggiunta:
  - di una ĕ, ad esempio leg-ĕre
  - di una ĭ, come cap-ĭō (infinito cap-ĕre per analogia: sono i cosiddetti verbi in -io di terza);
4. tema in ī, ad esempio aud-īre. Per via di leggi metriche della lingua latina, questa i tematica si accorcia se seguita da altra vocale (audiō, non audīō)

Tutti i verbi regolari rientrano in una di queste coniugazioni.

## Forme, modi e tempi

### Forme
Sono tre le forme che possono avere i verbi latini:
- Attiva (cioè quando il soggetto compie l'azione)
- Media (equivalente alla riflessiva italiana, o a forme come fare + infinito, cioè svolte nell'interesse del soggetto)
- Passiva (quando il soggetto subisce l'azione). Solo i verbi transitivi hanno forma passiva.

Esistono poi verbi detti deponenti che hanno forma passiva e significato attivo, e altri chiamati semideponenti , in cui perfetto, piucchepperfetto e futuro anteriore hanno forma passiva e significato attivo.

### Modi
Indicativo: come il corrispondente italiano, è il modo della certezza. Al suo interno si distinguono sei tempi:
- Presente;

| «Māter laudat puellam»       |
| «La madre loda la fanciulla» |

- Imperfetto;

| «Māter laudābat puellam»       |
| «La madre lodava la fanciulla» |

- Futuro semplice (o futuro primo)

| «Māter laudābit puellam»       |
| «La madre loderà la fanciulla» |

- Perfetto;

| «Māter laudāvit puellam»                           |
| «La madre ha lodato/lodò/ebbe lodato la fanciulla» |

- Piuccheperfetto;

| «Māter laudāverat puellam»           |
| «La madre aveva lodato la fanciulla» |

- Futuro anteriore

(o futuro secondo)
| «Māter laudāverit puellam»          |
| «La madre avrà lodato la fanciulla» |

Congiuntivo: indica il dubbio, l'incertezza e la possibilità. È usato per tradurre anche il condizionale italiano. Ha quattro tempi:
- Presente;

| «Māter laudet puellam»           |
| «Che la madre lodi la fanciulla» |

- Imperfetto;

| «Māter laudāret puellam»                                            |
| «Che la madre lodasse la fanciulla/La madre loderebbe la fanciulla» |

- Perfetto;

| «Māter laudāverit puellam»               |
| «Che la madre abbia lodato la fanciulla» |

- Piuccheperfetto;

| «Māter laudāvisset puellam»                                                    |
| «Che la madre avesse lodato la fanciulla/La madre avrebbe lodato la fanciulla» |

Imperativo: è il modo dell'ordine. Diversamente dall'italiano, in latino esiste sia un imperativo presente che uno futuro.
| «Māter, laudā puellam!»     |
| «Madre, loda la fanciulla!» |

### Forme verbali nominali
Sono cinque e sono:
- Infinito;
- Gerundio, cioè la declinazione dell'infinito;
- Gerundivo, aggettivo verbale che indica la necessità;
- Participio, dall'uso larghissimo, al punto che addirittura era avvertito come una parte del discorso a sé;
- Supino.

### Tempi
I modi finiti hanno i seguenti tempi:
- Tempi che si formano dal tema del presente (chiamati anche sistema dell'infectum):
  - Presente: indica azioni contemporanee a chi parla.
  - Imperfetto: corrisponde al tempo italiano e indica azioni che si svolgevano nel passato. Il congiuntivo imperfetto equivale anche al condizionale presente italiano.
  - Futuro semplice: indica azioni che si svolgeranno.
- Tempi che si formano dal tema del perfetto (detti anche sistema del perfectum):
  - Perfetto: indica un'azione già svolta e corrisponde al passato remoto, al passato prossimo e al trapassato remoto indicativi, al passato congiuntivo.
  - Piuccheperfetto: è il trapassato prossimo, passato condizionale o trapassato congiuntivo latino.
  - Futuro anteriore o futuro secondo: è il tempo che indica l'anteriorità temporale di un evento rispetto ad un momento del futuro e in italiano viene espresso dal futuro anteriore.

## Coniugazione dei verbi regolari

### Le desinenze personali
Esistono alcune desinenze caratteristiche di ognuna delle sei persone e si trovano in gran parte dei modi e dei tempi. Queste sono solitamente precedute dalla vocale tematica del verbo. Si distinguono tra l'attivo e il passivo e sono:
| Persona  | Attivo  | Passivo   |
| 1ª sing. | -ō / -m | -r        |
| 2ª sing. | -s      | -ris /-re |
| 3ª sing. | -t      | -tur      |
| 1ª plur. | -mŭs    | -mur      |
| 2ª plur. | -tis    | -mĭnī     |
| 3ª plur. | -nt     | -ntur     |
| -------- | ------- | --------- |

Le desinenze -m, -t, -nt attive e -r, -ntur passive accorciano la vocale alla quale si uniscono. La desinenza attiva -s, invece, allunga la vocale cui si unisce, a meno che non sia la vocale epentetica della terza coniugazione (legis, non legīs), la -i dei verbi in -io (capis, non capīs), la -i del futuro (amābis e amāveris, non amābīs e amāverīs).

### Indicativo

#### Presente
Per formare il presente indicativo attivo si prende il tema del presente (1° voce del paradigma), si toglie la -ō e si aggiungono le desinenze personali.
La prima persona singolare fa eccezione: la desinenza utilizza è -ō all'attivo, -or al passivo. Questa, per crasi, fa cadere la -ā tematica della prima coniugazione.
Nella terza coniugazione, la vocale epentetica è -i, assente però nella prima persona singolare e nella terza plurale.
Nella terza persona plurale di terza e quarta coniugazione, la desinenza personale diventa -unt(ur).
| 1ª coniugazione | 2ª coniugazione | 3ª coniugazione | 4ª coniugazione |
| --------------- | --------------- | --------------- | --------------- |
| laud-ō          | mon-ĕō          | leg-ō           | aud-ĭō          |
| laud-ās         | mon-ēs          | leg-ĭs          | aud-īs          |
| laud-ăt         | mon-ĕt          | leg-ĭt          | aud-it          |
| laud-āmus       | mon-ēmus        | leg-ĭmus        | aud-īmus        |
| laud-ātis       | mon-ētis        | leg-ĭtis        | aud-ītis        |
| laud-ant        | mon-ent         | leg-unt         | aud-ĭunt        |

Stessa cosa per il passivo, con la sola differenza delle desinenze personali. La prima persona singolare aggiunge -or e non -r. La vocale epentetica della terza coniugazione cambia in -e alla seconda persona singolare.
| 1ª coniugazione | 2ª coniugazione | 3ª coniugazione | 4ª coniugazione |
| --------------- | --------------- | --------------- | --------------- |
| laud-or         | mon-eor         | leg-or          | aud-ior         |
| laud-āris       | mon-ēris        | leg-eris        | aud-īris        |
| laud-ātur       | mon-ētur        | leg-itur        | aud-ītur        |
| laud-āmur       | mon-ēmur        | leg-imur        | aud-īmur        |
| laud-āmini      | mon-ēmini       | leg-imini       | aud-īmini       |
| laud-antur      | mon-entur       | leg-untur       | aud-iuntur      |

#### Imperfetto
Per quanto riguarda l'imperfetto, dopo il tema del presente si inserisce la vocale tematica, il suffisso -ēba- e la desinenza personale. Per crasi, questa e lunga scompare nella prima coniugazione (-ā-bā-) e nella seconda (-ē-bā-).
Il suffisso dell'imperfetto, così come quello del futuro delle prime due coniugazioni, deriva da una versione arcaica del verbo essere, più precisamente da un tema del presente in *-bhuH.
| 1ª coniugazione | 2ª coniugazione | 3ª coniugazione | 4ª coniugazione |
| --------------- | --------------- | --------------- | --------------- |
| laud-ābam       | mon-ēbam        | leg-ēbam        | aud-iēbam       |
| laud-ābās       | mon-ēbās        | leg-ēbās        | aud-iēbās       |
| laud-ābat       | mon-ēbat        | leg-ēbat        | aud-iēbat       |
| laud-abāmus     | mon-ebāmus      | leg-ebāmus      | aud-iebāmus     |
| laud-abātis     | mon-ebātis      | leg-ebātis      | aud-iebātis     |
| laud-ābant      | mon-ēbant       | leg-ēbant       | aud-iēbant      |

Così per il passivo (si cambiano come sempre le desinenze personali)
| 1ª coniugazione    | 2ª coniugazione   | 3ª coniugazione   | 4ª coniugazione    |
| ------------------ | ----------------- | ----------------- | ------------------ |
| laud-ābar          | mon-ēbar          | leg-ēbar          | aud-iēbar          |
| laud-abāris (-āre) | mon-ebāris (-āre) | leg-ebāris (-āre) | aud-iebāris (-āre) |
| laud-abātur        | mon-ebātur        | leg-ebātur        | aud-iebātur        |
| laud-abāmur        | mon-ebāmur        | leg-ebāmur        | aud-iebāmur        |
| laud-abāmini       | mon-ebāmini       | leg-ebāmini       | aud-iebāmini       |
| laud-abāntur       | mon-ebāntur       | leg-ebāntur       | aud-iebāntur       |

#### Futuro semplice (o primo)
Il futuro semplice attivo presenta delle differenze tra le prime due coniugazioni e le altre.
Nella prima e nella seconda coniugazione, si ha il suffisso -bi. La i, epentetica e quindi non allungabile, viene perduta nella prima persona singolare (amābō, non amābiō) e nella terza plurale ove si aggiunge una u (amābunt, non amābint).
Nella terza e quarta coniugazione, si ha invece una semplice -ē, che diviene però -a alla prima persona singolare. Questo poiché nell'antico indoeuropeo, non esisteva una vera forma per il futuro, ma si usava il congiuntivo. Nel latino arcaico le due forme, del congiuntivo presente e del futuro semplice si stavano separando, con forme in -am, -as... per il congiuntivo e in -am, -es per il futuro. Si spiegano così le desinenze della terza e della quarta coniugazione
I suffissi in -bi- delle prime due hanno un'origine oscura, ma molti glottologi sono ormai concordi nell'affermare che sia l'evoluzione di una forma perifrastica: si partirebbe da "laudare bhuo", cioè "io sia (sarei/sarò) nel lodare". "Bhuo" sarebbe un antico congiuntivo di sum, il cui congiuntivo attivo nel periodo classico è, infatti, "sim", residuo non di un congiuntivo proprio, bensì di un ottativo, scomparso in latino ma attivo in molte lingue indoeuropee. "Bh" ha dato vita, per esempio, al tema del perfetto "-fu-", bhui>fui. Ad ogni modo, "laudare bhuo" si sarebbe evoluto in "laudabo". Rimane poi un'antica forma di futuro in -so, come capso o faxo (da capio e facio) (vedere il greco λύσω) rapidamente scomparsa ma che si può trovare negli autori più antichi.
| 1ª coniugazione | 2ª coniugazione | 3ª coniugazione | 4ª coniugazione |
| --------------- | --------------- | --------------- | --------------- |
| laud-ābō        | mon-ēbō         | leg-am          | aud-ĭam         |
| laud-ābis       | mon-ēbis        | leg-ēs          | aud-ĭēs         |
| laud-ābit       | mon-ēbit        | leg-et          | aud-ĭet         |
| laud-ābimus     | mon-ēbimus      | leg-ēmus        | aud-ĭēmus       |
| laud-ābitis     | mon-ēbitis      | leg-ētis        | aud-ĭētis       |
| laud-ābunt      | mon-ēbunt       | leg-ent         | aud-ĭent        |

Per quanto riguarda il passivo, è sufficiente cambiare le desinenze personali, ricordandosi che la i epentetica del suffisso -bi- diventa e alla seconda singolare.
| 1ª coniugazione | 2ª coniugazione | 3ª coniugazione | 4ª coniugazione |
| --------------- | --------------- | --------------- | --------------- |
| laud-ābor       | mon-ēbor        | leg-ar          | aud-ĭar         |
| laud-āberis     | mon-ēberis      | leg-ēris        | aud-iēris       |
| laud-ābitur     | mon-ēbitur      | leg-ētur        | aud-iētur       |
| laud-ābimur     | mon-ēbimur      | leg-ēmur        | aud-iēmur       |
| laud-ābimini    | mon-ēbimini     | leg-ēmini       | aud-iēmini      |
| laud-ābuntur    | mon-ēbuntur     | leg-entur       | aud-ientur      |

#### Perfetto
Il perfetto latino ha un suo tema (la terza voce del paradigma) e delle sue desinenze particolari. Corrisponde al Passato prossimo, Passato remoto, Trapassato remoto italiano. Per formare quello attivo si prende il tema del perfetto, si toglie la i finale e si aggiungono queste desinenze:
| Desinenze   | Esempio      |
| ----------- | ------------ |
| -ī          | laudav-ī     |
| -istī       | laudav-istī  |
| -it         | laudav-it    |
| -ĭmus       | laudav-imus  |
| -īstis      | laudav-īstis |
| -ērunt/-ēre | laudav-ērunt |

Il passivo, invece, aggiunge, al participio perfetto del verbo, il verbo sum al presente indicativo.
| Maschile      | Femminile      | Neutro        |
| ------------- | -------------- | ------------- |
| laudātus sum  | laudāta sum    | laudātum sum  |
| laudātus es   | laudāta es     | laudātum es   |
| laudātus est  | laudāta est    | laudātum est  |
| laudāti sumus | laudātae sumus | laudāta sumus |
| laudāti estis | laudātae estis | laudāta estis |
| laudāti sunt  | laudātae sunt  | laudāta sunt  |

Ovviamente, quando le persone sono plurali, anche il participio perfetto viene declinato.

#### Piuccheperfetto
Dal tema del perfetto deriva anche il piuccheperfetto. Corrisponde al Trapassato prossimo italiano. Per formarlo si aggiunge al tema del perfetto si aggiunge l'imperfetto del verbo sum (che è irregolare). Si avrà quindi:
| laudāv-eram   |
| laudāv-erās   |
| laudāv-erat   |
| laudāv-erāmus |
| laudāv-erātis |
| laudāv-erant  |

Per il passivo, si aggiunge al participio perfetto l'imperfetto di sum:
| Maschile       | Femminile       | Neutro         |
| -------------- | --------------- | -------------- |
| laudātus eram  | laudāta eram    | laudātum eram  |
| laudātus erās  | laudāta erās    | laudātum erās  |
| laudātus erat  | laudāta erat    | laudātum erat  |
| laudāti erāmus | laudātae erāmus | laudāta erāmus |
| laudāti erātis | laudātae erātis | laudāta erātis |
| laudāti erant  | laudātae erant  | laudāta erant  |

#### Futuro anteriore o futuro secondo
E così anche per il futuro anteriore o futuro secondo, con la differenza che al posto dell'imperfetto è utilizzato il futuro semplice di sum, ma laudāv-erint viene usato al posto di *laudāv-erunt. Anche questa è solo una regola pratica. -er- è un vero suffisso, derivato da -is- e la i è la vocale del futuro.
Infatti, una definizione dice che il futuro anteriore o futuro secondo si forma con il tema del perfetto, unito a -eri- o -er- nella prima persona singolare e alle desinenze personali.
Il futuro perfetto e il congiuntivo perfetto hanno forme identiche in tutto, fuorché per la lunghezza vocalica. Infatti, il suffisso nel futuro è -eri-, nel congiuntivo -erī-. Tuttavia, alcune forme diventano omofone, come laudav-erit (avrà lodato, che egli abbia lodato), per via degli accorciamenti dovuti alle desinenze personali.
| laudāv-erō    |
| laudāv-eris   |
| laudāv-erit   |
| laudāv-erimus |
| laudāv-eritis |
| laudāv-erint  |

Come per il piuccheperfetto si coniuga il futuro anteriore passivo, posponendo al participio perfetto il futuro semplice di sum:
| Maschile       | Femminile       | Neutro         |
| -------------- | --------------- | -------------- |
| laudātus erō   | laudāta erō     | laudātum erō   |
| laudātus eris  | laudāta eris    | laudātum eris  |
| laudātus erit  | laudāta erit    | laudātum erit  |
| laudāti erimus | laudātae erimus | laudāta erimus |
| laudāti eritis | laudātae eritis | laudāta eritis |
| laudāti erunt  | laudātae erunt  | laudāta erunt  |

### Congiuntivo

#### Presente
Il Presente congiuntivo attivo denota un cambiamento della vocale tematica dei verbi: per la prima coniugazione il tema diventa ē, per la seconda le due vocali eā (che non formano dittongo), ā per la terza e il dittongo iā per la quarta.
Della formazione di queste voci si è già trattato nella sezione relativa al futuro semplice indicativo, ma esiste un altro tipo di congiuntivo presente, che si può trovare, per esempio, in sum (sim, sis, sit...) rimanenza di un antico presente ottativo.
| 1ª coniugazione | 2ª coniugazione | 3ª coniugazione | 4ª coniugazione |
| --------------- | --------------- | --------------- | --------------- |
| laud-em         | mon-eam         | leg-am          | aud-iam         |
| laud-ēs         | mon-eās         | leg-ās          | aud-iās         |
| laud-et         | mon-eat         | leg-at          | aud-iat         |
| laud-ēmus       | mon-eāmus       | leg-āmus        | aud-iāmus       |
| laud-ētis       | mon-eātis       | leg-ātis        | aud-iātis       |
| laud-ent        | mon-eant        | leg-ant         | aud-iant        |

Il passivo è uguale all'attivo, con la sola differenza delle desinenze personali.
| 1ª coniugazione | 2ª coniugazione | 3ª coniugazione | 4ª coniugazione |
| --------------- | --------------- | --------------- | --------------- |
| laud-er         | mon-ear         | leg-ar          | aud-iar         |
| laud-ēris       | mon-eāris       | leg-āris        | aud-iāris       |
| laud-ētur       | mon-eātur       | leg-ātur        | aud-iātur       |
| laud-ēmur       | mon-eāmur       | leg-āmur        | aud-iāmur       |
| laud-ēmini      | mon-eāmini      | leg-āmini       | aud-iāmini      |
| laud-entur      | mon-eantur      | leg-antur       | aud-iantur      |

Per ricordare più facilmente le vocali tematiche del congiuntivo presente, si può fare ricorso a una formuletta: "Enea va via" ,che contiene in sequenza le vocali tematiche di tutte e quattro le coniugazioni -e- per la prima, -ea- per la seconda -a- per la terza ed -ia- per la quarta

#### Imperfetto
Per l'imperfetto congiuntivo, le desinenze personali vengono aggiunte all'infinito presente attivo del verbo (quinta voce del paradigma). In verità, -rē- è un vero e proprio suffisso temporale, che anticamente era *-sē-. La s si è poi trasformata per rotacismo in r venendo a congiungersi con la forma dell'infinito. Soltanto nel verbo sum (infinito presente: esse) è rimasto l'antico suffisso. Così la regola pratica vale per tutte e quattro le coniugazioni e anche per i verbi irregolari. Sarà quindi:
| laudā-rem   |
| laudā-rēs   |
| laudā-ret   |
| laudā-rēmus |
| laudā-rētis |
| laudā-rent  |

lo stesso per il passivo (al solito cambiano le desinenze)
| laudā-rer    |
| laudā-rēris  |
| laudā-rētur  |
| laudā-rēmur  |
| laudā-rēmini |
| laudā-rentur |

La lingua latina si scosta dall'uso italiano nei seguenti due casi, nei quali (invece dell'imperfetto) adopera il perfetto storico:
- per riferirsi a cose già dette prima (es.: "Iuventutem, ut supra diximus, mala facinora Catilina edocebat" [Sallustio] = Catilina, come dicevo prima, addestrava i giovani al delitto);
- quando si tratta di un'azione principale, avvenuta nel passato, e che no ha nessun rapporto o legame con altre proposizioni (es.: "Apud Helvetios longe nobilissimus fuit Orgetŏrix" [Cesare] = Orgetorige era tra gli Elvezi di gran lunga il più nobile).[12]

#### Perfetto
Il perfetto congiuntivo si forma aggiungendo al tema del perfetto -er-, una -ī- (tipica dell'antico ottativo) e le desinenze personali. Questo tempo si può considerare in maniera euristica l'univerbazione fra il tema del perfetto (ad esempio, laudāv-), una -e- di supporto ed il congiuntivo del verbo essere dopo rotacizzazione (quindi *rim da sim). Ad eccezione di alcune sue forme, la lunghezza della vocale è l'unica differenza con gli omofoni dell'indicativo futuro perfetto.
| laudāv-erim   |
| laudāv-erīs   |
| laudāv-erit   |
| laudāv-erīmus |
| laudāv-erītis |
| laudāv-erint  |

Il passivo aggiunge al participio perfetto il congiuntivo presente di sum.
| Maschile      | Femminile      | Neutro        |
| ------------- | -------------- | ------------- |
| laudātus sim  | laudāta sim    | laudātum sim  |
| laudātus sīs  | laudāta sīs    | laudātum sīs  |
| laudātus sit  | laudāta sit    | laudatum sit  |
| laudātī sīmus | laudātae sīmus | laudāta sīmus |
| laudātī sītis | laudātae sītis | laudāta sītis |
| laudātī sint  | laudātae sint  | laudāta sint  |

#### Piuccheperfetto
Per il piuccheperfetto congiuntivo invece si prende l'infinito perfetto del verbo (cioè il tema del perfetto seguito da -issē) seguito dalle desinenze personali:
| laudāv-issem   |
| laudāv-issēs   |
| laudāv-isset   |
| laudāv-issēmus |
| laudāv-issētis |
| laudāv-issent  |

e, al passivo, il participio perfetto con l'imperfetto congiuntivo di sum:
| Maschile        | Femminile        | Neutro          |
| --------------- | ---------------- | --------------- |
| laudātus essem  | laudāta essem    | laudātum essem  |
| laudātus essēs  | laudāta essēs    | laudātum essēs  |
| laudātus esset  | laudāta esset    | laudātum esset  |
| laudātī essēmus | laudātae essēmus | laudāta essēmus |
| laudātī essētis | laudātae essētis | laudāta essētis |
| laudātī essent  | laudātae essent  | laudāta essent  |

#### Usi del congiuntivo
- il congiuntivo esortativo esprime una preghiera, un'esortazione o un incitamento. Il suo tempo è il congiuntivo presente e la sua negazione è nē (oppure nēmō, nihil, nūllus, umquam).

Esempio. Cum dignitāte moriāmur.[Moriamo con dignità]
- Il congiuntivo dubitativo, la cui negazione è nōn, esprime dubbio, incertezza ed è sempre sotto forma di interrogazione diretta. In italiano per lo più è introdotto dal futuro o dal condizionale dei verbi servili "dovere" o "potere" che in latino sono fraseologici, quindi non espressi direttamente. Si usa il congiuntivo presente se l'incertezza riguarda il presente o il futuro; il congiuntivo imperfetto se l'incertezza riguarda il passato.

Esempi. Rogem tē ut veniās? nōn rōgem ?  [Dovrei pregarti di venire? non dovrei pregarti?]
Cūr illum nōn dēfenderem ? [Perché non avrei dovuto difenderlo?]
- Il congiuntivo potenziale esprime la possibilità di un fatto puramente immaginario. Il suo soggetto è quasi sempre indeterminato. È introdotto dal futuro o dal condizionale dei verbi servili "potere" o "dovere" che in latino sono fraseologici. La sua negazione è nōn. In latino si esprime con il congiuntivo presente o perfetto se la possibilità è riferita al presente o al futuro; con il congiuntivo imperfetto se la possibilità è riferita al passato. Reggono il congiuntivo potenziale anche le espressioni fierī potest ut (= può accadere che) e forsitan (= può darsi che).

Esempi. Hīc dīxerit quispiam [A questo punto qualcuno potrebbe dire] (Cicerone)
Quis hoc putāret ? [Chi avrebbe potuto credere questo?] (Cicerone)
- Il congiuntivo ottativo o desiderativo esprime un desiderio o un augurio. In italiano è di solito introdotto dalle espressioni "volesse il cielo che..", "chissà se...", "oh se...!", ecc. In latino si usa la particella utinam. Il congiuntivo ottativo ha quattro tempi: il presente se il desiderio è ritenuto possibile nel presente, l'imperfetto se è ritenuto impossibile nel presente; il perfetto, se il desiderio è ritenuto possibile nel passato, il piuccheperfetto se è ritenuto impossibile nel passato.

Esempi. Utinam veniās ! [Oh, se tu venissi!] (e ciò è possibile)
Utinam Fabius vīveret ! [Oh, se Fabio vivesse!] (irreale poiché è morto)
Utinam id fēcerit ! [Oh, se avesse fatto questo!] (possibile, dato che non so se l'abbia fatto o no).
Utinam id fēcisset ! [Oh, se l'avesse fatto!] (irreale, poiché so che non l'ha fatto).
- Il congiuntivo concessivo esprime cosa che si accetta come vera, anche se non sempre è ritenuta tale. In italiano è introdotto dalle espressioni "ammetto pure che...", "concediamo pure che..." che in latino si rendono con le particelle sānē che segue subito il verbo o licet che solitamente lo precede.. La sua negazione è nē. Si usa il congiuntivo presente, se la concessione riguarda il presente, il congiuntivo perfetto se la concessione riguarda il passato.

Esempi. Nē sint in senectūte vīrēs; nē postulantur quidem [Ammettiamo che nella vecchiaia non vi siano le forze; ma in essa non si richiedono neppure] (Cicerone)
Fremant omnēs licet, dīcam quod sentiō [Si mettano pure tutti a strepitare, io dirò quello che penso] (Cicerone)
- Il congiuntivo suppositivo esprime una supposizione o un'ipotesi. In italiano è introdotto dalle espressioni "supponiamo" o "supposto che", "poniamo" o "posto che...". La sua negazione è nōn. I tempi usati sono il presente o il perfetto, se la supposizione è considerata come possibile rispettivamente nel presente o nel passato; l'imperfetto o il piuccheperfetto, quando la supposizione è considerata irreale.

Esempi. Rogēs mē; nihil respondeam [Supponiamo che tu m'interroghi; io non ti risponderei nulla] Cicerone). (Qui c'è l'idea di possibilità).
Dedissēs huic animō pār corpus, fēcisset quod optābat [Supponiamo che tu avessi potuto dare a questo animo un corpo conforme: egli avrebbe fatto ciò che desiderava] Plinio). (Supposizione irreale).

### Imperativo
L'imperativo latino, ha, a differenza dell'italiano, oltre ad un tempo presente anche uno futuro. Le sue forme sono tutte derivate dal tema del presente, ma le desinenze sono proprie. Per il presente, esistono soltanto la seconda persona singolare e plurale, mentre per il futuro esistono uscite sia per le seconde persone che per le terze.

#### Presente
Attivo
Si forma con il tema del presente seguito dalla vocale tematica e desinenza zero per la seconda singolare, il plurale si forma aggiungendo semplicemente -te al presente, ma la vocale epentetica della terza coniugazione passa da e a i. La vocale epentetica può poi scomparire al singolare in certi verbi come dīcere (dīc!), ducĕre (duc!), facěre (fac!), ferre (fer!).
| Persona  | 1ª coniugazione | 2ª coniugazione | 3ª coniugazione | 4ª coniugazione |
| -------- | --------------- | --------------- | --------------- | --------------- |
| 2° sing. | laud-ā          | mon-ē           | leg-e           | aud-ī           |
| 2° plur. | laud-āte        | mon-ēte         | leg-ite         | aud-īte         |

Passivo
| Persona  | 1ª coniugazione | 2ª coniugazione | 3ª coniugazione | 4ª coniugazione |
| -------- | --------------- | --------------- | --------------- | --------------- |
| 2° sing. | laud-āre        | mon-ēre         | leg-ere         | aud-īre         |
| 2° plur. | laud-āminī      | mon-ēminī       | leg-iminī       | aud-īminī       |

#### Futuro
L'imperativo futuro non esiste in italiano, e in latino ha anche le terze persone.
Attivo
L'imperativo futuro attivo si forma aggiungendo una particella -tō alla forma presente. Il tō viene posposto alla vocale tematica, che per la terza coniugazione diventa i alla seconda e terza singolare. La terza plurale si forma aggiungendo alla forma presente una n e tō, ma per la terza e la quarta coniugazione la vocale tematica diventa, rispettivamente, u e iu.
| Persona  | 1ª coniugazione | 2ª coniugazione | 3ª coniugazione | 4ª coniugazione |
| -------- | --------------- | --------------- | --------------- | --------------- |
| 2° sing. | laud-ātō        | mon-ētō         | leg-itō         | aud-ītō         |
| 3° sing. | laud-ātō        | mon-ētō         | leg-itō         | aud-ītō         |
| 2° plur. | laud-ātōte      | mon-ētōte       | leg-itōte       | aud-ītōte       |
| 3° plur. | laud-antō       | mon-entō        | leg-untō        | aud-iuntō       |

Passivo
La forma passiva dell'imperativo futuro è usata pochissimo e si forma semplicemente aggiungendo una r alle voci attive, accorciando la vocale. Secondo rarissime testimonianze letterarie, in particolare inerenti al linguaggio sacrale, e come riportato nel trattato di grammatica antica De Verbo, esisterebbe una forma di seconda persona plurale, formata aggiungendo il suffisso minor alle forme dell'imperativo futuro attivo in -tōte, dopo aver rimosso questo suffisso: amāminor, monēminor, audīminor, legiminor. Tuttavia, alcuni glottologi sono del parere che questa forma sia in realtà stata creata a tavolino dai grammatici stessi e mai usata.
| Persona  | 1ª coniugazione | 2ª coniugazione | 3ª coniugazione | 4ª coniugazione |
| -------- | --------------- | --------------- | --------------- | --------------- |
| 2° sing. | laud-ātor       | mon-ētor        | leg-itor        | aud-ītor        |
| 3° sing. | laud-ātor       | mon-ētor        | leg-itor        | aud-ītor        |
| 2° plur. | laud-āminor     | mon-ēminor      | leg-iminor      | aud-īminor      |
| 3° plur. | laud-antor      | mon-entor       | leg-untor       | aud-iuntor      |

Imperativo negativo
Per la seconda persona singolare e plurale l'imperativo negativo si rende con nē e il perfetto congiuntivo, se il comando è energico (es.: Nē fūgeritis, mīlitēs! = non scappate, soldati!). Si rende con la perifrasi nōlī, nōlīte e l'infinito (anche con cave, cavēte o fac, facite nē e il congiuntivo presente) se il comando è dolce (es.: nōlī flēre; cave fleās = non piangere). Per le altre persone si usa nē e il congiuntivo presente, cioè il congiuntivo esortativo (es.: Nē difficilia optēmus = non desideriamo le cose difficili).

### Infinito
Il modo infinito ha tre tempi: presente, perfetto e futuro. Quest'ultimo si può tradurre in italiano con una perifrasi del tipo essere per/stare per + l'infinito presente del verbo.

#### Presente
Il presente si forma aggiungendo al tema del presente:
- -āre per la prima coniugazione;
- -ēre per la seconda;
- -ĕre per la terza;
- -īre per la quarta.

Il passivo invece aggiunge queste desinenze:
- -ārī per la prima coniugazione;
- -ērī per la seconda;
- -ī per la terza;
- -īrī per la quarta.

| Forma   | 1ª coniugazione | 2ª coniugazione | 3ª coniugazione | 4ª coniugazione |
| ------- | --------------- | --------------- | --------------- | --------------- |
| Attiva  | laud-āre        | mon-ēre         | leg-ĕre         | aud-īre         |
| Passiva | laud-ārī        | mon-ērī         | leg-ī           | aud-īrī         |

#### Perfetto
L'infinito perfetto invece aggiunge al tema del perfetto la desinenza isse, formata dal tipico -is- dei tempi del sistema del perfectum e dal -se dell'infinito presente. Si avrà quindi, per esempio, laudāv-isse.
Il passivo aggiunge al participio perfetto l'infinito presente di sum (esse)
| Numero    | Maschile      | Femminile     | Neutro        |
| --------- | ------------- | ------------- | ------------- |
| Singolare | laudātum esse | laudātam esse | laudātum esse |
| Plurale   | laudātōs esse | laudātās esse | laudāta esse  |

#### Futuro
L'infinito futuro attivo si forma con il participio futuro + l'infinito presente di sum
| Numero    | Maschile        | Femminile       | Neutro          |
| --------- | --------------- | --------------- | --------------- |
| Singolare | laudātūrum esse | laudātūram esse | laudātūrum esse |
| Plurale   | laudātūrōs esse | laudātūrās esse | laudātūra esse  |

Il passivo vuole invece il supino del verbo (4° voce del paradigma) + īrī (forma derivata dal verbo irregolare eō, che significa andare) Sarà quindi, per esempio, laudātum īrī (traducibile come essere per venire lodato). In genere quindi si può dire che la forma infinita del futuro passivo esprime una intenzione o una volontà di fare qualcosa (quindi traducibile anche come intenzione di essere lodato)

#### Infinito storico-narrativo
L'infinito storico o descrittivo (detto anche narrativo) è usato al presente al posto dell'indicativo imperfetto con lo scopo di dare maggiore vivacità alla narrazione.
Esempio. Diem ex diē dūcere Haeduī; cōnferrī, comportārī, adesse dīcere [Gli Edui tiravano le cose in lungo; dicevano che lo si raccoglieva, che era in viaggio, che era in arrivo] (Cesare)

### Gerundio
Il gerundio è la declinazione dell'infinito presente utilizzato come verbo sostantivato. Questa declinazione ha cinque casi (nominativo, genitivo, dativo, accusativo, ablativo), ma il nominativo è l'infinito presente stesso. Le desinenze sono quelle di un nome della seconda declinazione con radice il tema del presente, ma prima di queste si aggiunge alla vocale tematica accorciata (a per la prima, e per la seconda e la terza, ie per la quarta) il suffisso nd.
Sarà quindi:
| Caso | In latino       | In italiano |
| ---- | --------------- | ----------- |
| Nom. | laud-āre        | lodare      |
| Gen. | laud-andī       | di lodare   |
| Dat. | laud-andō       | a lodare    |
| Acc. | (ad) laud-andum | per lodare  |
| Abl. | laud-andō       | per lodare  |

Come si evince dalla tabella, solo il gerundio ablativo corrisponde al gerundio italiano in quanto rende il complemento di tempo assoluto e andrebbe tradotto nel lodare e cioè lodando. Il gerundio accusativo, utilizzato per le proposizioni finali, è quasi sempre accompagnato dalla preposizione ad, anche se molte volte non si ricorre per le finali al gerundio ma al gerundivo.
Il gerundio può essere accompagnato da un oggetto diretto solo nei casi genitivo o ablativo senza preposizione; negli altri casi (dativo, accusativo e ablativo con preposizione) si utilizza di norma il gerundivo. Anche nei due casi in cui si può utilizzare il gerundio, si preferisce l'uso del gerundivo, eccetto quando l'oggetto è rappresentato da un pronome neutro.
L'infinito declinato che dipende da un verbo non si traduce con il gerundio: infatti nella frase Decisi di venire, non si esprime una declinazione dell'infinito, ma una subordinata oggettiva.

### Gerundivo
Il gerundivo è un aggettivo verbale di sola forma passiva che indica necessità e bisogno.
| «Puella laudanda »       |
| «La fanciulla da lodare» |

Si forma aggiungendo al tema del presente i suffissi:
- -and- per la prima coniugazione;
- -end- per la seconda e la terza;
- -iend- per la quarta

e le uscite di un aggettivo della prima classe (-us, -a, -um). Dunque, almeno nella forma neutra, esso sarà identico al gerundio.
| Caso | Masc. sing. | Masc. plur.  | Femm. sing. | Femm. plur.  | Neutro sing. | Neutro plur. |
| ---- | ----------- | ------------ | ----------- | ------------ | ------------ | ------------ |
| Nom. | laud-andus  | laud-andī    | laud-anda   | laud-andae   | laud-andum   | laud-anda    |
| Gen. | laud-andī   | laud-andōrum | laud-andae  | laud-andārum | laud-andī    | laud-andōrum |
| Dat. | laud-andō   | laud-andīs   | laud-andae  | laud-andīs   | laud-andō    | laud-andīs   |
| Acc. | laud-andum  | laud-andōs   | laud-andam  | laud-andās   | laud-andum   | laud-anda    |
| Voc. | laud-ande   | laud-andī    | laud-anda   | laud-andae   | laud-andum   | laud-anda    |
| Abl. | laud-andō   | laud-andīs   | laud-andā   | laud-andīs   | laud-andō    | laud-andīs   |

Questo modo è molto utilizzato nella costruzione chiamata perifrastica passiva (gerundivo + verbo essere) che esprime l'idea passiva del dovere:
| «Puella laudanda est mātrī»                      |
| «La fanciulla è da lodare/va lodata dalla madre» |

L'agente va in dativo, ma per evitare confusioni si può trovare anche nella solita costruzione di ā/ab e ablativo.

### Participio
In latino il participio ha tre tempi: presente, perfetto e, a differenza dell'italiano, anche il futuro.

#### Presente
Di significato uguale all'italiano, si forma aggiungendo al tema del presente le desinenze:
- -āns, -antis per la prima coniugazione;
- -ēns, -entis per la seconda
- -ens, -entis per la terza;
- -iens, -ientis per la quarta.

Si declina poi come un nome del terzo gruppo della terza declinazione. L'ablativo singolare esce in -e quando il participio è usato come sostantivo, in -ī quando aggettivo.
| Caso       | Singolare   | Plurale maschile o femminile | Plurale neutro |
| ---------- | ----------- | ---------------------------- | -------------- |
| Nominativo | laud-āns    | laud-antēs                   | laud-antia     |
| Genitivo   | laud-antis  | laud-antium                  | laud-antium    |
| Dativo     | laud-anti   | laud-antibus                 | laud-antibus   |
| Accusativo | laud-antem  | laud-antēs                   | laud-antia     |
| Vocativo   | laud-āns    | laud-antēs                   | laud-antia     |
| Ablativo   | laud-antī/e | laud-antibus                 | laud-antibus   |

#### Perfetto
Il participio perfetto, oltre ad avere un significato proprio identico al participio passato italiano, come nella nostra lingua è importante per formare i tempi composti della forma passiva.
Come già detto in precedenza, si forma posponendo al tema del supino (4° voce del paradigma), le desinenze di un aggettivo della prima classe. Sarà quindi:
| Caso       | Masc. sing. | Femm. sing. | Neutro sing. | Masc. plur. | Femm. plur. | Neutro plur. |
| ---------- | ----------- | ----------- | ------------ | ----------- | ----------- | ------------ |
| Nominativo | Laudāt-us   | Laudāt-a    | Laudāt-um    | Laudāt-ī    | Laudāt-ae   | Laudāt-a     |
| Genitivo   | Laudāt-ī    | Laudāt-ae   | Laudāt-ī     | Laudāt-ōrum | Laudāt-ārum | Laudāt-ōrum  |
| Dativo     | Laudāt-ō    | Laudāt-ae   | Laudāt-ō     | Laudāt-īs   | Laudāt-īs   | Laudāt-īs    |
| Accusativo | Laudāt-um   | Laudāt-am   | Laudāt-um    | Laudāt-ōs   | Laudāt-ās   | Laudāt-a     |
| Vocativo   | Laudāt-e    | Laudāt-a    | Laudāt-um    | Laudāt-ī    | Laudāt-ae   | Laudāt-a     |
| Ablativo   | Laudāt-ō    | Laudāt-ā    | Laudāt-ō     | Laudāt-īs   | Laudāt-īs   | Laudāt-īs    |

#### Futuro
Il participio futuro non esiste più in italiano: può essere tradotto tramite una perifrasi del tipo che + il verbo al futuro semplice (laudātūrus sarà che loderà). Questa forma rimane però in alcune parole italiane che terminano in -uro, come nascituro (che nascerà) o futuro (futūrus è il participio futuro di sum e quindi che sarà). Per formarlo si aggiunge al tema del supino il suffisso -ūr- e le desinenze di un aggettivo della prima classe.
| Caso       | Masc. sing. | Femm. sing. | Neutro sing. | Masc. plur.   | Femm. plur.   | Neutro plur.  |
| ---------- | ----------- | ----------- | ------------ | ------------- | ------------- | ------------- |
| Nominativo | Laudāt-ūrus | Laudāt-ūra  | Laudāt-ūrum  | Laudāt-ūrī    | Laudāt-ūrae   | Laudāt-ūra    |
| Genitivo   | Laudāt-ūrī  | Laudāt-ūrae | Laudāt-ūrī   | Laudāt-ūrōrum | Laudāt-ūrārum | Laudāt-ūrōrum |
| Dativo     | Laudāt-ūrō  | Laudāt-ūrae | Laudāt-ūrō   | Laudāt-ūrīs   | Laudāt-ūrīs   | Laudāt-ūrīs   |
| Accusativo | Laudāt-ūrum | Laudāt-ūram | Laudāt-ūrum  | Laudāt-ūrōs   | Laudāt-ūrās   | Laudāt-ūra    |
| Vocativo   | Laudāt-ūre  | Laudāt-ūra  | Laudāt-ūrum  | Laudāt-ūrī    | Laudāt-ūrae   | Laudāt-ūra    |
| Ablativo   | Laudāt-ūrō  | Laudāt-ūrā  | Laudāt-ūrō   | Laudāt-ūrīs   | Laudāt-ūrīs   | Laudāt-ūrīs   |

### Supino
Il supino è un nome verbale della quarta declinazione, 4° voce del paradigma di ogni verbo, che però presenta solo due casi:
- Il supino attivo, o accusativo con desinenza -um (per esempio laudāt-um)
- Il supino passivo, o ablativo con desinenza -ū (laudāt-ū). Si forma sostituendo la -um del tema del supino con una -ū

Il supino attivo ha un valore di direzione o fine di un movimento (è a tutti gli effetti un accusativo). Si trova quindi nelle proposizioni che contengono verbi di moto con funzione finale e va quindi tradotto con una proposizione finale implicita:
| «Māter īvit Rōmam laudātum puellam»                      |
| «La madre andò a Roma per lodare/a lodare la fanciulla.» |

Il supino passivo ha una funzione di ablativo di limitazione usato spesso in relazione ad aggettivi come facilis, difficilis, horribilis:
| «Facilis dictū » |
| «Facile a dirsi» |

## Verbi in-iōdella terza coniugazione
Quindici verbi della terza coniugazione, dodici attivi e tre deponenti, hanno alcune forme con tema in i tanto che questi sono a volte inseriti nella cosiddetta coniugazione mista. Questi verbi (come cupiō, -is, cupīvī, cupītum, cupere) sono perfettamente regolari tra i tempi del perfectum, mentre nelle forme dell'infectum il tema è in -i-, ma diventa -e- davanti ad una r o a fine parola, per il fenomeno del frangimento.
| Indicativo presente attivo    | cup-i-ō    | cup-i-s    | cup-i-t    | cup-i-mus    | cup-i-tis    | cup-i-unt   |
| Indicativo imperfetto attivo  | cup-i-ēbam | cup-i-ēbās | cup-i-ēbat | cup-i-ēbāmus | cup-i-ēbātis | cup-i-ēbant |
| Indicativo futuro attivo      | cup-i-am   | cup-i-ēs   | cup-i-et   | cup-i-ēmus   | cup-i-ētis   | cup-i-ent   |
| Congiuntivo presente attivo   | cup-i-am   | cup-i-ās   | cup-i-at   | cup-i-āmus   | cup-i-ātis   | cup-i-ant   |
| Congiuntivo imperfetto attivo | cup-e-rem  | cup-e-rēs  | cup-e-ret  | cup-e-rēmus  | cup-e-rētis  | cup-e-rent  |
| Imperativo presente attivo    |            | cup-e      |            |              | cup-i-te     |             |
| Imperativo futuro             |            | cup-i-tō   | cup-i-tō   |              | cup-i-tōte   | cup-i-untō  |

## Verbi deponenti e semideponenti
Alcuni verbi hanno deposto la forma attiva per quella passiva ma hanno mantenuto lo stesso significato. Questi sono detti deponenti.
Formano come un regolare verbo passivo tutte le loro forme, ma hanno:
- forma passiva e significato passivo per gerundivo e supino ablativo;
- forma attiva e significato attivo per infinito futuro (hortātūrus esse e non hortātum īrī), gerundio e supino accusativo.

I verbi semideponenti hanno le forme derivate dal presente deponenti, ma regolari quelle dal perfetto. Il verbo revertor invece ha le voci dal perfetto regolari, quelle dal presente deponenti.

## Coniugazione dei verbi irregolari
I verbi irregolari, o atematici sono quelli che non presentano temi fissi o non hanno la vocale tematica. Le irregolarità si presentano quasi esclusivamente tra le voci derivate dal tema del perfetto.

### Sum, es, fui, esse
Il verbo essere in latino ha una funzione importantissima, ma una coniugazione altamente irregolare. È un verbo intransitivo quindi non ha forma passiva.
L'irregolarità principale di sum sta nel tema del presente (es), che diventa: s davanti a [i] o [u], er prima di un'altra vocale (rotacismo).
| Indicativo presente         | s-um     | e-s      | e-st     | su-mus     | es-tis     | s-unt     |
| Indicativo imperfetto       | er-am    | er-ās    | er-at    | er-āmus    | er-ātis    | er-ant    |
| Indicativo futuro semplice  | er-ō     | er-is    | er-it    | er-imus    | er-itis    | er-unt    |
| Indicativo perfetto         | fu-ī     | fu-istī  | fu-it    | fu-imus    | fu-istis   | fu-ērunt  |
| Indicativo piuccheperfetto  | fu-eram  | fu-erās  | fu-erat  | fu-erāmus  | fu-erātis  | fu-erant  |
| Indicativo futuro anteriore | fu-erō   | fu-eris  | fu-erit  | fu-erimus  | fu-eritis  | fu-erint  |
| Congiuntivo presente        | s-im     | s-īs     | s-it     | s-īmus     | s-ītis     | s-int     |
| Congiuntivo imperfetto      | es-sem   | es-sēs   | es-set   | es-sēmus   | es-sētis   | es-sent   |
| Congiuntivo futuro          | for-em   | for-ēs   | for-et   | for-ēmus   | for-ētis   | for-ent   |
| Congiuntivo perfetto        | fu-erim  | fu-erīs  | fu-erit  | fu-erīmus  | fu-erītis  | fu-erint  |
| Congiuntivo piuccheperfetto | fu-issem | fu-issēs | fu-isset | fu-issēmus | fu-issētis | fu-issent |
| Imperativo presente         |          | es       |          |            | es-te      |           |
| Imperativo futuro           |          | es-tō    | es-tō    |            | es-tōte    | s-untō    |

Si trovano, nel congiuntivo presente, anche le forme siēm, siēs, siēt... e fuam, fuās, fuat...; per l'imperfetto congiuntivo esiste anche forem, forēs, foret...
Sono regolari le voci derivati dal tema del perfetto (fu-)
Il verbo sum non ha supino, né gerundio, ha solo il participio futuro: futūrus, -a, -um; l'infinito presente è esse, quello futuro futūr-us, -a, -um, -i, -ae, -a esse oppure l'invariabile fore, quello perfetto fa regolarmente fu-isse
Come sum si coniugano i composti, ma
- absum e praesum hanno i participi presenti absēns e praesēns
- prōsum, che è formato da prōd e sum mantiene la d prima delle vocali nei tempi derivati dal presente (prōderam) ma la perde davanti a consonanti (prōsunt)
- possum (pot + sum) mantiene la t nei tempi derivati dal presente davanti a vocale (potes), ma la trasforma in s davanti a consonante (possunt). Manca dell'imperativo e ha il participio presente potēns utilizzato però solo come aggettivo.

### Ferō, fers, tulī, lātum, ferre
Questo verbo (portare) ha un'enorme diversità tra i temi (fer per il presente, tul per il perfetto e lāt per il supino) e manca della vocale tematica, anche se a volte aggiunge una i. All'imperativo non ha desinenza, o meglio, ha desinenza zero.
| Indicativo presente attivo     | fer-ō    | fer-s      | fer-t      | fer-i-mus  | fer-tis     | fer-unt     |
| Indicativo presente passivo    | fer-or   | fer-ris    | fer-tur    | fer-i-mur  | fer-i-minī  | fer-untur   |
| Indicativo imperfetto attivo   | fer-ēbam | fer-ēbās   | fer-ēbat   | fer-ēbāmus | fer-ēbātis  | fer-ēbant   |
| Indicativo imperfetto passivo  | fer-ēbar | fer-ēbāris | fer-ēbātur | fer-ēbāmur | fer-ēbāminī | fer-ēbantur |
| Indicativo futuro attivo       | fer-am   | fer-ēs     | fer-et     | fer-ēmus   | fer-ētis    | fer-ent     |
| Indicativo futuro passivo      | fer-ar   | fer-ēris   | fer-ētur   | fer-ēmur   | fer-ēminī   | fer-entur   |
| Congiuntivo presente attivo    | fer-am   | fer-ās     | fer-at     | fer-āmus   | fer-ātis    | fer-ant     |
| Congiuntivo presente passivo   | fer-ar   | fer-āris   | fer-ātur   | fer-āmur   | fer-āminī   | fer-antur   |
| Congiuntivo imperfetto attivo  | fer-rem  | fer-rēs    | fer-ret    | fer-rēmus  | fer-rētis   | fer-rent    |
| Congiuntivo imperfetto passivo | fer-rer  | fer-rēris  | fer-rētur  | fer-rēmur  | fer-rēminī  | fer-rentur  |
| Imperativo presente attivo     |          | fer        |            |            | fer-te      |             |
| Imperativo futuro              |          | fer-tō     | fer-tō     |            | fer-tōte    | fer-untō    |

Tutto il resto è regolare; non esiste imperativo passivo, l'infinito presente è ferre (passivo ferrī). Per participio presente, gerundio e gerundivo  ferō si comporta come un verbo della seconda coniugazione.
Sul modello di ferō si coniugano i suoi composti, ma il perfetto e il supino di sufferō (avendo ceduto questi due modi a tollō, -īs, substulī, sublātum, tollere che li ha perduti per ferō) sono, rispettivamente, sustinuī e sustentum.

### Volō,nōlōemālō
I tre verbi volō, nōlō e mālō significano volere, non volere e preferire. I loro paradigmi sono i seguenti:
| volō | vīs     | voluī | velle |
| nōlō | nōn vīs | nōluī | nōlle |
| mālō | māvīs   | māluī | mālle |

Volō
Questo verbo presenta il tema in tre modi diversi: vol-, vel- e vi-
| Indicativo presente    | volō     | vīs      | vult     | volumus    | vultis     | volunt    |
| Indicativo imperfetto  | vol-ēbam | vol-ēbās | vol-ēbat | vol-ēbāmus | vol-ēbātis | vol-ēbant |
| Indicativo futuro      | vol-am   | vol-ēs   | vol-et   | vol-ēmus   | vol-ētis   | vol-ent   |
| Congiuntivo presente   | vel-im   | vel-īs   | vel-it   | vel-īmus   | vel-ītis   | vel-int   |
| Congiuntivo imperfetto | vellem   | vellēs   | vellet   | vellēmus   | vellētis   | vellent   |

Mancano i tempi dal supino, l'imperativo; l'infinito presente è velle, il participio presente volēns ha solo valore di aggettivo. Regolari i tempi derivati dal perfetto. Accanto a vult e vultis, arcaicamente, si trova volt e voltis; le forme di cortesia sī vīs e sī vultis (se vuoi/se volete) possono essere contratte in sīs e sūltis
Nōlō
Il verbo è formato da nōn e volō (significa infatti non volere), il nōn non si fonde nel verbo in alcune forme dell'indicativo presente.
| Indicativo presente    | nōlō     | nōn vīs  | nōn vult | nōlumus    | nōn vultis | nōlunt    |
| Indicativo imperfetto  | nōl-ēbam | nōl-ēbās | nōl-ēbat | nōl-ēbāmus | nōl-ēbātis | nōl-ebant |
| Indicativo futuro      | nōl-am   | nōl-ēs   | nōl-et   | nōl-ēmus   | nōl-ētis   | nōl-ent   |
| Congiuntivo presente   | nōl-im   | nōl-īs   | nōl-it   | nōl-īmus   | nōl-ītis   | nōl-int   |
| Congiuntivo imperfetto | nōllem   | nōllēs   | nōllet   | nōllēmus   | nōllētis   | nōllent   |
| Imperativo presente    |          | nōlī     |          |            | nōlīte     |           |
| Imperativo futuro      |          | nōlītō   |          |            | nōlītōte   |           |

Mancano i tempi dal supino, l'imperativo futuro ha solo le seconde persone; l'infinito presente è nōlle, il participio presente nōlēns. Regolari i tempi derivati dal perfetto.
Mālō
Il verbo è formato da magis e volō (letteralmente volere di più e quindi preferire) contratto prima in māvolō e poi ridottosi per similitudine a nōlō in mālō.
| Indicativo presente    | mālō     | māvīs    | māvult   | mālumus    | māvultis   | mālunt    |
| Indicativo imperfetto  | māl-ēbam | māl-ēbās | māl-ēbat | māl-ēbāmus | māl-ēbātis | māl-ēbānt |
| Indicativo futuro      | māl-am   | māl-ēs   | māl-et   | māl-ēmus   | māl-ētis   | māl-ent   |
| Congiuntivo presente   | māl-im   | māl-īs   | māl-it   | māl-īmus   | māl-ītis   | māl-int   |
| Congiuntivo imperfetto | māllem   | mālles   | māllet   | māllemus   | mālletis   | māllent   |

Mancano i temi dal supino, niente imperativo, il participio presente è mālēns e l'infinito presente mālle.

### Eō,īs,iī/īvī,itum,īre
Questo verbo significa andare ed è intransitivo, ma ha forma passiva solo per la terza persona singolare e per le forme verbali nominali.
Nelle voci derivate dal presente ha radice e davanti a vocale, ī prima di consonante;
A differenza di ferō e volō, eō ha il futuro in -bō.
| Indicativo presente    | e-ō   | ī-s   | i-t   | ī-mus   | ī-tis   | e-unt  |
| Indicativo imperfetto  | ī-bam | ī-bās | ī-bat | ī-bāmus | ī-bātis | ī-bant |
| Indicativo futuro      | ī-bō  | ī-bis | ī-bit | ī-bimus | ī-bitis | ī-bunt |
| Congiuntivo presente   | e-am  | e-ās  | e-at  | e-āmus  | e-ātis  | e-ant  |
| Congiuntivo imperfetto | ī-rem | ī-rēs | ī-ret | ī-rēmus | ī-rētis | ī-rent |
| Imperativo presente    |       | ī     |       |         | ī-te    |        |
| Imperativo futuro      |       | ī-tō  | ī-tō  |         | ī-tōte  | e-untō |

Le forme passive sono le seguenti (equivalgono alle forme italiane si va e simili); nei tempi composti data l'assenza del participio perfetto, sono formate dal supino seguito dal verbo essere.
| Indicativo presente         | ī-tur      |
| Indicativo imperfetto       | ī-bātur    |
| Indicativo futuro           | ī-bitur    |
| Indicativo perfetto         | itum est   |
| Indicativo piuccheperfetto  | itum erat  |
| Indicativo futuro anteriore | itum erit  |
| Congiuntivo presente        | e-ātur     |
| Congiuntivo imperfetto      | ī-rētur    |
| Congiuntivo perfetto        | itum sit   |
| Congiuntivo piuccheperfetto | itum esset |

Il tema del perfetto può essere indifferentemente i- e īv- e le desinenze sono regolari.
L'infinito presente è īre (passivo īrī), quello perfetto e quello futuro regolari, ma quello futuro non ha il passivo.
Il supino attivo è itum, il passivo fa regolarmente itū.
Non c'è participio perfetto, il presente è iēns, euntis, il futuro itūrus.
Il gerundio è eundī (genitivo), eundō (dativo), eundum (accusativo) e eundō (ablativo).

#### Composti dieō
Così come eō, si coniugano allo stesso modo i suoi numerosi composti. Mentre, però eō è intransitivo, alcuni dei suoi composti sono transitivi per effetto della preposizione (ab, ad eccetera), e ammettono dunque il passivo in diverse forme.
1. ab-eō, -īs, abiī, abitum, abīre, «andare via»;
2. ad-eō, -īs, adiī, aditum, adīre, «andare presso» e con significato transitivo, «incontrare»;
3. ante-ēo, -īs, anteiī, anteitum, anteīre, «andare inanzi» e con significato transitivo, «superare»;
4. circum-eō, -īs, circumiī, circumitum, circumīre, «andare attorno» e con significato transitivo, «circondare»;
5. co-ëō, -īs, coiī, coitum, coīre, «riunirsi» e con significato transitivo, «stringere» (un'alleanza);
6. ex-eō, -īs, exiī, exitum, exīre, «uscire»;
7. in-eō,-īs, iniī, initum, inīre, «entrare» e con significato transitivo, «intraprendere»;
8. inter-eō, -īs, interiī, interitum, interīre, «andare in rovina», «decadere»;
9. ob-eō, -īs, obiī, obitum, obīre, «andare verso» e con significato transitivo, «affrontare»;
10. per-eō, -īs, periī, perīre, «perire», (pereo viene utilizzato come passivo di perdō, «mandare in rovina» ed è mancante di supino. Esiste però il participio futuro che è peritūrus);

1. prae-eō, -īs, praeiī, praeitum, praeīre, «precedere»;
2. praeter-eō, -īs, praeteriī, praeteritum, praeterīre, «passare oltre» e con significato transitivo, «lasciare indietro»;
3. prōd-eō, -īs, prōdiī, prōditum, prōdīre, «avanzare»;
4. red-eō, -īs, rediī, reditum, redīre, «tornare»;
5. sub-eō, -is, subiī, subitum, subīre, «andare sotto» e con significato transitivo, «subire»;
6. trāns-eō, -īs, trānsiī, trānsitum, trānsīre, «passare oltre» e con significato transitivo, «attraversare»;
7. vēn-eō, -īs, vēniī, vēnitum, vēnīre, «essere venduto» (composto di vēnum+eō, «andare in vendita», è usato come passivo di vēndō, «dare in vendita», che ha soltanto le forme passive vēnditus e vēndendus).

Appartenente alla quarta coniugazione è ambiō, -īs, ambiī (o ambīvī), ambitum, ambīre, «andare intorno», anch'esso composto di eō (da amb+eō).
Sono composti di eō anche: queō, quīs, quīvī, quitum, quīre, «potere», «essere in grado di», «capaci di» e nēqueō, nēquīs, nēquīvī, nēquitum, nēquīre, «non potere», «non essere in grado di», «non capaci di». Entrambi i verbi sono mancanti in molte forme (part. futuro, imperativo, supino, gerundivo e gerundio); alcune forme sono arcaiche, altre rare, altre ancora poetiche.
| Indicativo presente    | queō                | (quīs)              | quit        | (quīmus) | (quītis)  | queunt |
| Indicativo imperfetto  | (quībam)            | (quībat)            | (quibant)   |          |           |        |
| Indicativo futuro      | (quībō)             | quībunt             |             |          |           |        |
| Perfetto               | (quīvī)             | quīvit (o quiit)    | qui(v)ērunt |          |           |        |
| Futuro anteriore       | qui(v)erō           |                     |             |          |           |        |
| Congiuntivo presente   | queam               | queās               | queat       | queāmus  | (queātis) | queant |
| Congiuntivo imperfetto | quīrem              | quīret              | quīrent     |          |           |        |
| Congiuntivo perfetto   | quīverit            | (quīverint)         |             |          |           |        |
| Infinito               | quīre (al presente) | quīsse (al passato) |             |          |           |        |
| Participio Presente    | quiēns              | queuntis            |             |          |           |        |

| Indicativo presente    | nēqueō                | (nēquīs)                           | nēquit    | (nēquīmus)  | nēquītis | nēqueunt |
| Indicativo imperfetto  | (nēquībam)            | nēquībat                           | nēquībant |             |          |          |
| Indicativo futuro      | (nēquībit)            | (nēquībunt)                        |           |             |          |          |
| Perfetto               | nēquīvī               | nēquīvistī                         | nēquīvit  | nēquīvērunt |          |          |
| Piuccheperfetto        | nēquīverat            | nēquīverant                        |           |             |          |          |
| Congiuntivo presente   | nēqueam               | nēqueās                            | nēqueat   | nēqueāmus   | nēqueant |          |
| Congiuntivo imperfetto | nēquīrem              | nēquīret                           | nēquīrent |             |          |          |
| Infinito               | nēquīre (al presente) | nēquīvisse o nēquīsse (al passato) |           |             |          |          |
| Participio Presente    | nēquiēns              | nequeuntis                         |           |             |          |          |

Nota: tra parentesi vengono messe le forme utilizzate solamente da autori del periodo post-classico. Come si può notare molte forme non vengono neanche inserite, alcune vengono usate su queō, altre su nequeō.

### Fīō,fīs,fāctus sum,fierī
Questo verbo significa divenire, accadere (solo nelle terze persone) e viene usato come passivo di faciō (fare). È un verbo semideponente, perché ha le voci derivate dal presente attive e quelle dal tema del perfetto passive. Particolarità di questo verbo è che il tema del presente mantiene la vocale lunga (fī-) anche davanti ad altra vocale, in contrasto con le regole metriche della lingua latina.
| Indicativo presente    | fī-ō                           | fī-s                                | fi-t    | fī-mus    | fī-tis    | fī-unt   |
| Indicativo imperfetto  | fī-ēbam                        | fī-ēbās                             | fī-ēbat | fī-ēbāmus | fī-ēbātis | fī-ēbant |
| Indicativo perfetto    | fāctus, -a, -um (sum, es, est) | fāctī, -ae, -a (sumus, estis, sunt) |         |           |           |          |
| Indicativo futuro      | fī-am                          | fī-ēs                               | fī-et   | fī-ēmus   | fī-ētis   | fī-ent   |
| Congiuntivo presente   | fī-am                          | fī-ās                               | fī-at   | fī-āmus   | fī-ātis   | fī-ant   |
| Congiuntivo imperfetto | fie-rem                        | fie-rēs                             | fie-ret | fie-rēmus | fie-rētis | fie-rent |
| Imperativo presente    |                                | fī                                  |         | fī-te     |           |          |
| Imperativo futuro      | fī-tō                          | fī-tō                               |         | fī-tōte   |           |          |

Tutte le voci derivanti dal perfetto si coniugano nello stesso modo, tranne che per il tempo del verbo essere.
Si avrà infatti:
eram, erās, erat / erāmus, erātis, erant       (Indicativo Piucheperfetto)
erō, eris, erit / erimus, eritis, erunt        (Indicativo Futuro Anteriore)
sim,sīs,sit / sīmus, sītis, sint             (Congiuntivo Perfetto)
essem, essēs, esset / essēmus, essētis, essent (Congiuntivo Piucheperfetto)
Il participio perfetto è factus, -a, -um, manca quello presente, faciendus il participio futuro.
L'infinito presente è fierī, quello perfetto factus esse e quello futuro factum īrī.
Manca il gerundio, il gerundivo è faciendus, -a, -um.

### Edō, edis, ēdī, ēsum, edere
Il verbo edere (= mangiare) accanto alla flessione regolare, ha in alcuni tempi  (indicativo presente, infinito presente e tempi da esso derivati) forme secondarie atematiche che apparentemente coincidono con le voci del verbo sum, ma che in realtà sono diverse per la quantità della vocale radicale. Al presente indicativo seconda singolare si ha ēs oltre ad edis, alla seconda plurale si ha ēstis. Al congiuntivo imperfetto troviamo, oltre alle voci regolari, anche: ēssem, ēssēs, esset, ēssēmus, ēssētis, ēssent. All'infinito presente, oltre a edere, c'è ēsse. All'imperativo presente incontriamo anche le forme ēs, ēste. All'imperativo futuro ci sono anche le forme ēstō, ēstō, estōte. Al passivo si trova la doppia forma solo nelle voci impersonali: editur ed ēstur (= si mangia) ederētur ed ēssētur (= si mangiasse).

## Verbi impersonali
I verbi impersonali, in latino, possono dividersi in cinque categorie: i verbi di fenomeni naturali, i verbi assolutamente impersonali e quelli relativamente impersonali, i verbi personali che a volte diventano impersonali e i verbi intransitivi, che, al passivo prendono valore impersonale.

### Verbi assolutamente impersonali
I verbi come iuvat, iūvit, iuvāre (piacere), detti anche di sentimento hanno solo la terza persona singolare. La loro costruzione è particolare: la persona che prova il sentimento va in accusativo, la cosa verso cui si prova il sentimento in genitivo.
| «Mē iuvat modī gubernandī Caesaris»       |
| «Mi piace il modo di governare di Cesare» |

### Verbi relativamente impersonali
I verbi come decet, decuit, decēre (addicersi) hanno sia la terza persona singolare che quella plurale. Si costruiscono con l'accusativo della persona cui (per esempio) si addice qualcosa; per quanto riguarda la cosa che si addice, si può trovare, a seconda dei casi, il nominativo (se la cosa è costituita da un nome o un pronome), l'infinito (se la cosa è costituita da un verbo) oppure una frase infinitiva (se la cosa è costituita da una frase.)
| «Tē decet hymnus, Deus in Sīōn»           |
| «In Sion, Signore, Ti si addice la lode » |

## Verbi difettivi
Seppure i verbi difettivi sarebbero quelli mancanti anche del solo perfetto, o del supino, quelli che in latino sono solitamente definiti tali si possono dividere in tre gruppi:
- Verbi a cui mancano i tempi derivati dal tema del presente
- Verbi che hanno solo poche forme
- Forme verbali stereotipate

### Verbi senza presente
I verbi senza presente sono coepī, meminī e ōdī.
Coepī (iniziare) si traduce normalmente, e viene sostituito per i tempi derivati dal tema del presente da un sinonimo.
Meminī (ricordare) ed ōdī (odiare), invece, hanno nella loro coniugazione solo i tempi derivati dal tema del perfetto più alcune forme, ma si traducono come fossero presenti. Cioè meminī, che sarebbe un perfetto, non si traduce con io ricordai, ma con io ricordo. E così memineram (piuccheperfetto) si trasforma nell'imperfetto italiano io ricordavo, meminerit (futuro anteriore) diventa nella traduzione il futuro semplice egli ricorderà. La stessa cosa avviene per ōdī.
Meminī possiede anche un imperativo futuro (mementō, mementōte) che naturalmente si traduce in italiano con l'imperativo presente (ricorda, ricordate).
Ōdī invece ha anche un participio futuro ōsūrus, -a, -um.
Se però si vuole il vero perfetto, piuccheperfetto o futuro anteriore di meminī o ōdī è necessario utilizzare sinonimi come recordor (ricordare) o, per, ōdī, la perifrasi odium habeō [in aliquem].
Il verbo aiō (= affermo). Introduce un discorso indiretto. Si incontrano le seguenti forme: indicativo presente (aiō, ais, ait, -, -, aiunt); imperfetto indicativo (aiēbam, aiēbās, aiēbat, aiēbāmus, aiēbātis, aiēbant); perfetto (-, aistī, ait); congiuntivo presente (-, aiās, aiat); participio presente (aiēns).
Il verbo inquam (= dico io). si usa inserito nel discorso diretto. Si trovano le seguenti forme: inquam, inquis, inquit, inquimus, inquitis, inquiunt); imperfetto (-, -, inquiēbat); futuro (-, inquiēs, inquiet); perfetto (inquiī, inquistī, inquit); congiuntivo presente (-, -, inquiat); imperativo (inque! al presente, inquitō! al futuro).
Il verbo for (= parlare). Il suo uso è poetico.  Si incontrano: il presente indicativo (for, fāris, fātur, fāmur, fāminī, fantur); il futuro (fābor, fābēris, fābitur); l'imperativo (fāre); l'infinito (fārī); il participio presente (fāns, fantis); il participio perfetto (fātus, a, um); il gerundio al genitivo (fandī) ed ablativo (fandō); il gerundivo (fandus).

## Verbi frequentativi, incoativi, desiderativi, causativi
- Sono verbi frequentativi gli intensivi e iterativi. Morfologicamente sono verbi in -ā derivati dal tema del participio perfetto o del supino: dīctus da dīctāre; pulsus da pulsāre; raptus da raptāre; territus da territāre; dormītum da dormitāre.
- Gli incoativi sono verbi della III coniugazione caratterizzati dal suffisso -scō ed indicano l'inizio del processo verbale: rubeō (sono rosso) /rubēscō (divento rosso); albeō (sono bianco) / albēscō (divento bianco); palleō (sono pallido)/ pallēscō (divento pallido); caleō (sono caldo)/calēscō (mi riscaldo); flōreō (fiorisco)/flōrēscō (incomincio a fiorire); etc.
- I desiderativi sono ad esempio: capessō (voglio prendere); facessō (voglio fare); lacessō (cerco di attirare), etc.
- Sono causativi i verbi che "causano", "fanno fare" l'azione espressa nella radice. Hanno tema in -ē. Sono ad esempio: mon-e-ō (faccio ricordare); noc-e-ō (faccio danno); fov-e-ō (faccio riscaldare), etc.[29]

## Il verbovideor
Il verbo videor, vidēris, vīsus sum, vidēri ("sembrare") in latino ha la costruzione personale e la costruzione impersonale.
- Costruzione personale

1. Sembra che...
Si prende il soggetto, espresso o sottinteso, della proposizione dipendente e si fa soggetto di videor, mentre la proposizione dipendente si pone all'infinito col nominativo del complemento predicativo, se questo è espresso (Esempio: "Camillus ā cīvibus pulsus esse vidētur" = Sembra che Camillo sia stato allontanato dai cittadini).
Sembra di.....
In questo caso soggetto di videor sarà la persona stessa cui sembra, cioè il complemento di termine, che è il soggetto logico della proposizione; per il resto valgono le norme già enunciate. (Esempio: "Beātī (nōbīs) esse vidēmur" = Ci sembra di essere felici [= noi sembriamo (a noi) essere felici.]
- Costruzione impersonale

La costruzione impersonale alla terza persona singolare (vidētur, vidēbātur, vīsum est, vīsum erit)  si ha:
1. Nelle frasi incidentali (Esempio: "Dīvidāmus, sī tibi vidētur, iniūriam ā contumēliā" = Separiamo, se ti va, l'ingiuria dall'insulto).
2. Quando la proposizione dipendente ha un soggetto indeterminato; il che avviene:
a) nel significato di sembrar bene, sembrare opportuno (Esempio: "Vīsum est mihi dē senectūte aliquid cōnscrībere" = Mi è parso opportuno scrivere qualcosa intorno alla vecchiaia);
b) quando il verbo "sembrare" è accompagnato da un aggettivo neutro, come iūstum, aequum, ūtile, vērisimile, etc. (Esempio: "Optimum vīsum est cōnsulem revocārī" = Parve cosa migliore che si richiamasse il console);
c) quando nella proposizione dipendente si trova un verbo impersonale, come piget, pudet, etc. (Esempio: "Mihi vidētur eās studiī taedēre" = Mi sembra che esse abbiano a noia lo studio); oppure quando nella dipendente si trova la perifrasi futūrum esset o fore ut e il congiuntivo (Esempio: "Mihi vīsum est fore ut studērēs" = mi parve che tu avessi studiato).

## Forme isolate
Esistono in latino delle forme verbali isolate.
- Age, agĭte (= orsù ! Suvvia ! Animo!) sono propriamente le forme imperative di agō, usate con valore di interiezione. Esempio: Ēia, age, rumpe morās (Virgilio) = Suvvia, rompi gli indugi!
- Avē, avēte (= sta, state bene; salute!). Ritenuti da alcune forme disusate dell'imperativo di aveō, in realtà nascono come saluto dal Cartaginese ḥawe (con plurale ḥawū latinizzato in (h)avō). Esempio: Avē, Caesar, imperātor ! = Salute, Cesare, comandante!
- Quaesō, quaesumus (= ti prego, ti preghiamo = di grazia). Sono forme arcaiche di quaerō. Esempio: Dīcite mihi, quaesō, quid fēcerītis = Ditemi, di grazia, che cosa avete fatto.
- Salve, salvēte (= buon giorno; ti saluto, vi saluto, ecc.) sono forme dell'imperativo di salveo e si usavano negli incontri.
- Vale, valēte (= sta, state bene; addio), voci del verbo valeō usate come formula di commiato anche nelle lettere.

## Forme sincopate ed accorciate
- Forme sincopate. Nei perfetti in -vī (-āvī, -ēvī, -ōvī, -īvī) e nei tempi derivati si può sopprimere la sillaba -vī, vē̆ quando trovasi dinanzi a s o r. Per effetto di tale accorciamento o sincope la vocale precedente (a, e, o) si allunga. Esempi: amāram (per amāvēram), amārim (per amāverim), delērat (per delēverat); audīstis (per audīvistis), etc. Invece i perfetti in -īvī, quando al sillaba vī, ve è seguita r, perdono solo la consonante v. Esempi: audīeram (per audīveram); audīerint (per audīverint).
- Forme accorciate. Nella terza persona plurale del perfetto indicativo, oltre la forma regolare fuerunt, amāverunt, etc., il cui uso si trova fra poeti e alcuni scrittori. Nella seconda persona singolare dei passivi e deponenti è abbastanza frequente, soprattutto in Cicerone, la terminazione in -re (invece che in -ris), fatta eccezione dell'indicativo presente. Esempi: Monēbere (per monēberis); legēbāre (per legēbāris); amārēre (per amārēris).[32]

## Costruzione a senso
La costruzione a senso (constructio ad sententiam) è quella particolare concordanza in cui il genere e il numero del predicato è determinato più dal soggetto naturale o logico della proposizione, che da quello grammaticale. Questo avviene:
- con i nomi collettivi al singolare, come multitūdō, cōpia, turba, exercitus, classis, pars, etc. in cui il predicato non solo può essere collocato al plurale, ma, quando sia espresso attraverso un aggettivo o un participio, può prendere anche il genere del soggetto logico (cioè, del genitivo dipendente). Ad esempio: Multitūdō hominum occīsī sunt.
- Con i sostantivi neutri mīlia e capita (= i capi, nel senso di promotori), purché siano accompagnati da un genitivo di persona 8non di cosa).

Ad esempio: Samnītium caesī (più frequentemente: caesa) sunt tria mīlia (Livio). Capita coniūratiōnis virgīs caesī sunt (Livio).

## Legge dell'anteriorità
In azione contemporanea l'uso dei tempi è uguale nelle due lingue [Es.: Sī valēs, bene est = se stai bene, è buona cosa]. In azione non contemporanea, invece, si dovrà osservare la legge dell'anteriorità, mentre in italiano principale e dipendente sono allo stesso tempo. Ciò avviene soprattutto con:
- l'ipotetica se (anche iterativa = tutte le volte che) [Es.: Sī quis puer in hortum intrāverat, dominus eum mulcābat = se un ragazzo entrava (tutte le volte che...era entrato) nell'orto, il padrone lo conciava per le feste];
- la temporale quando (pure di valore iterativo = tutte le volte che = cum in latino) [Es.: Cum vīderit necārī patrem suum fīliumve, vir bonus nōn flēbit ? (Seneca) = L'uomo dabbene, quando vedrà (ogni volta che avrà visto) che si uccide o il proprio padre o il proprio figlio, non si metterà a piangere?];
- i pronomi e avverbi o che raddoppiano o che escono in -cumque (quisquis, quīcumque, chiunque; ubīcumque, quōcumque, ovunque, ecc.); nonché tutte le congiunzioni temporali di valore iterativo.[Es.: Plausum sī quis accēperat, nē quid peccāsset pertimēscēbat (Cicerone) = Se uno (ogni volta che uno) riceveva (in latino: "aveva ricevuto") un applauso, cominciava a temere d'avere sbagliato in qualche cosa]. [Es.: Sī tē rogāverō aliquid, nōnne respondēbis? (Cicerone) = Se ti chiederò (in latino: "avrò chiesto") qualcosa, non mi risponderai forse?]